# Englebelmer
Englebelmer là một xã ở tỉnh Somme, vùng Hauts-de-France, Pháp.

## Địa lý
Thị trấn này tọa lạc 20 dặm Anh về phía đông bắc của Amiens trên đường D129.

## Dân số
| 1962                                                         | 1968 | 1975 | 1982 | 1990 | 1999 |
| ------------------------------------------------------------ | ---- | ---- | ---- | ---- | ---- |
| 264                                                          | 287  | 276  | 269  | 258  | 242  |
| Số liệu điều tra dân số từ năm 1962, dân số không tính trùng |      |      |      |      |      |